# Faveraye-Mâchelles
Faveraye-Mâchelles korábbi község Franciaország Loire mente régiójában, Maine-et-Loire megyében. 2016. január 1-jén négy másik korábbi községgel egyesült és Bellevigne-en-Layon új község része lett.
Lakosainak száma 648 fő (2018. január 1.). Faveraye-Mâchelles Aubigné-sur-Layon, Valanjou, Martigné-Briand és Montilliers községekkel határos.

## Népesség
A település népességének változása:
| Lakosok száma | 677  | 590  | 514  | 487  | 495  | 635  | 653  | 678  | 647  | 648  |
|               | 1962 | 1968 | 1982 | 1990 | 1999 | 2008 | 2011 | 2013 | 2017 | 2018 |